# Municipio de East Fallowfield (condado de Crawford)
El municipio de East Fallowfield (en inglés: East Fallowfield Township) es un municipio ubicado en el condado de Crawford en el estado estadounidense de Pensilvania. En el año 2000 tenía una población de 1.434 habitantes y una densidad poblacional de 20 personas por km².

## Geografía
El municipio de East Fallowfield se encuentra ubicado en las coordenadas 41°32′00″N 80°19′59″O / 41.53333, -80.33306.

## Demografía
Según la Oficina del Censo en 2000 los ingresos medios por hogar en la localidad eran de $31,957 y los ingresos medios por familia eran de $33,313. Los hombres tenían unos ingresos medios de $29,850 frente a los $16,833 para las mujeres. La renta per cápita de la localidad era de $11,233. Alrededor del 23,1% de la población estaba por debajo del umbral de pobreza.